# Proyecto 7969
El Proyecto 7969 (también denominado Manned Ballistic Rocket Research System) fue un proyecto de la Fuerza Aérea de los Estados Unidos (USAF) propuesto en 1956 para poner a un hombre en órbita. El proyecto duró dos años, durante los que se recibieron propuestas de varias compañías para las cápsulas a ser usadas en el mismo. Se consideró al misil Atlas como el vehículo más adecuado para llevar a cabo el objetivo de llevar un hombre al espacio.
A enero de 1958 se habían recibido 11 propuestas, aunque el proyecto todavía estaba en fase de diseño. El 29 de enero de ese mismo año se llevó a cabo una conferencia de tres días de duración entre funcionarios de la USAF y de la NACA para debatir ideas sobre el proyecto. A finales de ese mismo año se fundó la NASA, tomando el control de los vuelos tripulados y absorbiendo al proyecto 7969.

## Propuestas

### Aeronutronics
La compañía Aeronutronics propuso inicialmente un vehículo en forma de cono de 2,1 m de diámetro y con un morro esférico de 30 cm de radio. El tripulante iría en una esfera sostenida en el interior del cono por medio de cardanes para alinearlo con las aceleraciones. El vehículo sería lanzado mediante cualquiera de los cohetes existentes y tras su misión en órbita sería desorbitado mediante retrocohetes. La nave estaría automatizada y el tripulante no tendría control sobre la misma. El escudo térmico estaría formado por baldosas de grafito. En caso de fallo del cohete lanzador la cápsula sería eyectada. La cápsula aterrizaría en una elipse con una precisión de 160 x 80 km. Se estimó que tras iniciar el proyecto se tardarían unos seis años en realizar un lanzamiento orbital.

#### Especificaciones
- Diámetro máximo: 2,1 m
- Masa: 1150 kg

### AVCO
La propuesta de AVCO consistía en una esfera de 2,1 m de diámetro y 690 kg lanzada por un cohete Titan y equipada con paracaídas desplegable de acero inoxidable en lugar de con retrocohetes. El diámetro del paracaídas habría sido controlado mediante bombas de aire comprimido. El paracaídas habría orientado al vehículo en órbita y proporcionaría desaceleración para la reentrada y frenado durante la misma.

#### Especificaciones
- Vida útil en órbita: 7 días
- Órbita típica: 190 km con 28 grados de inclinación orbital
- Diámetro máximo: 2,1 m
- Masa: 680 kg

### Bell
La compañía Bell propuso el vehículo planeador que habían diseñado para el proyecto X-20 Dyna-Soar. Se consideró que se conseguiría una misión orbital cinco años después de que se hubiese dado luz verde al proyecto.

#### Especificaciones
- Masa: 8200 kg

### Convair
La propuesta de Convair implicaba de manera poco realista una estación espacial tripulada. Más tarde propusieron un vehículo en forma de esfera de 1,6 m de diámetro y 450 kg de masa que podría ser lanzada por un Atlas a una órbita de 270 km. La nave desorbitaría mediante retrocohetes. El lanzamiento orbital podría haberse intentado sólo doce meses después de haber dado luz verde al proyecto.

#### Especificaciones
- Órbita típica: 270 km con 28 grados de inclinación orbital
- Diámetro máximo: 1,52 m
- Masa: 450 kg

### Goodyear
La empresa Goodyear sugirió una esfera de 2,1 m de diámetro con una cola en forma de cono y una superficie ablativa. La cola en forma de cono proporcionaría control durante la reentrada. La cápsula sería lanzada por un Atlas o un Titan a una órbita de 650 km de altura para una misión de cinco días. La desorbitación se lograría mediante retrocohetes. En caso de fallo del cohete durante el lanzamiento, la cápsula sería eyectada. El aterrizaje tendría lugar dentro de un círculo de 1300 km de diámetro. El lanzamiento orbital podría intentarse tras el comienzo del proyecto.

#### Especificaciones
- Vida útil en órbita: 5 días
- Órbita típica: 650 km con 28 grados de inclinación orbital
- Diámetro máximo: 2,13 m
- Masa: 900 kg

### Lockheed
La propuesta de Lockheed consistía en un cono en ángulo de 20 grados con un morro hemisférico de 30 de radio. El piloto se situaría mirando hacia la parte posterior de la nave, que sería lanzada mediante un cohete Atlas a una órbita de 480 km para una misión con una duración de cuatro horas. La desorbitación se realizaría mediante retrocohetes. El control de la nave estaría automatizado y el tripulante no tendría que hacer nada. Las fuerzas máximas durante la reentrada alcanzarían los 8 g. El escudo térmico sería bien de un material ablativo, bien de berilio. La cápsula sería eyectada en caso de fallo del cohete portador. La nave sería capaz de aterrizar en una elipse de 650 x 30 km. El lanzamiento orbital podría haberse realizado 24 meses tras dar luz verde al proyecto.

#### Especificaciones
- Vida útil en órbita: 5 horas
- Órbita típica: 480 km con 28 grados de inclinación orbital
- Longitud: 4,26 m
- Diámetro máximo: 2,74 m
- Masa: 1400 kg

### Martin

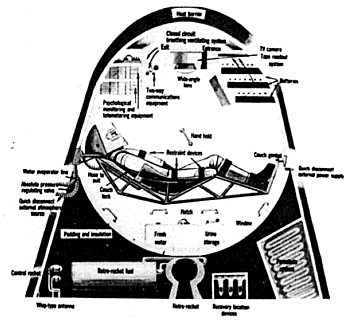
Cápsula propuesta por la empresa Martin.

La cápsula de la Martin habría sido lanzada por un cohete Titan a una órbita de 240 km para una misión de 24 horas. La desorbitación la habría producido un retrocohete. El control de actitud se llevaría a cabo mediante pequeños propulsores. La nave estaría totalmente automatizada y el tripulante no tendría control sobre la misma. Las aceleraciones máximas en la reentrada alcanzarían hasta 15 g. El escudo térmico estaría hecho de un material ablativo. En caso de fallo del cohete, la cápsula sería eyectada. El aterrizaje podría llevarse a cabo en un círculo de 160 km de diámetro. El primer intento orbital podría haberse intentado a los 30 meses de inicio del proyecto.

### McDonnell
La McDonnell propuso un vehículo balístico en coordinación con una propuesta de la NACA y que recuerda a la cápsula de regreso de las naves Soyuz. La nave sería lanzada mediante un cohete Atlas a una órbita de 160 km para un vuelo de 90 minutos; en caso de fallo del cohete, la cápsula sería eyectada. La desaceleración máxima en la reentrada sería de 8,5 g y utilizaría un escudo térmico hecho de berilio. El control de la nave estaría automatizado y el área de aterrizaje sería un área de 650 km de diámetro. Se estimó que el vuelo orbital podría realizarse 24 meses después de autorizarse el proyecto.

#### Especificaciones
- Vida útil en órbita: 1 día
- Órbita típica: 240 km con 28 grados de inclinación orbital
- Longitud: 4,26 m
- Diámetro máximo: 2,43 m
- Masa: 1600 kg

### Northrop
La propuesta de Northrop consistía en un planeador basado en el proyecto Dyna-Soar. Tendría alas en delta y pesaría 5000 kg. Se construirían vehículos de prueba para ir aproximándose al vehículo orbital final.

#### Especificaciones
- Masa: 5000 kg

### Republic
Los estudios de Republic la llevaron a presentar un vehículo sustentador de 1800 kg de masa compuesto por una plataforma triangular con un borde de ataque en ángulo de 75 grados. Un tubo de 60 cm de diámetro rodearía el borde de ataque, sirviendo como tanque de propelente. También dispondría de dos cohetes de combustible sólido en los extremos alares. El piloto iría albergado en una cápsula situada en la parte posterior y superior del triángulo base. El piloto podría tomar el control si fuese necesario, aunque los sistemas estarían automatizados. La desorbitación sería llevada a cabo por un retrocohete. Una vez reducida la velocidad a cifras subsónicas el piloto saltaría de la cápsula en paracaídas. Se estimó que el proyecto podría finalizarse en 21 meses tras la autorización para su desarrollo.

#### Especificaciones
- Vida útil en órbita: 10 días
- Órbita típica: 240 km con 28 grados de inclinación orbital
- Masa: 1800 kg